# Ozëra Predgornye
Die Ozëra Predgornye (Transliteration von russisch Озёра Предгорные Osjora Predgornyje, deutsch ‚Vorgebirgsseen‘) sind eine Gruppe Seen in den Prince Charles Mountains des ostantarktischen Mac-Robertson-Lands. Sie liegen am Fuß des Mount Loewe im östlichen Teil der Aramis Range.
Russische Wissenschaftler benannten sie.